# Trichocolea biddlecomiae
Trichocolea biddlecomiae là một loài rêu trong họ Trichocoleaceae. Loài này được Austin mô tả khoa học đầu tiên năm 1878.
Danh pháp khoa học của loài này chưa được làm sáng tỏ. 